# 츠와나어
츠와나어는 보츠와나의 공용어 중 하나에 속한다.